# Ubelin
Ubelin (Oblinus, Olbin, zm. między 1283 a 1303) – mieszczanin i mincerz pyzdrski, zapewne zasadźca Słupcy.

## Życiorys
Imię Ubelina może świadczyć o jego niemieckim pochodzeniu, niemniej rodzina jego polonizowała się, na co wskazują imiona jego synów: Sędziwój, Przemysł(aw). Był mieszczaninem w Pyzdrach, wywodził się z wyższych warstw tego środowiska (patrycjat). Posiadał w mieście nad Wartą jedną trzecią młyna, ostatecznie zbytego w 1303 (po jego śmierci) przez spadkobierców cystersom z Lądu. Po raz pierwszy wystąpił w źródłach 11 listopada 1280, świadkując na dokumencie księcia wielkopolskiego Przemysła II jako mieszczanin, ale również jako kupiec, specjalny dostawca Przemysła II. Jako mincerz występował 25 stycznia 1283 przy wystawianiu dokumentu dla Pyzdr dotyczącego zwolnień celnych dla miasta, a następnie świadkując na dokumencie z 23 października tegoż roku. Jego osoba poświadcza istnienie w Pyzdrach już w latach 80. XIII wieku mennicy. Prawdopodobnie był zasadźcą Słupcy odpowiedzialnym za lokację miasta w 1290.

## Życie osobiste
Był żonaty z Zofią, z którą miał synów: Jana, Sędziwoja i Przemysła(wa). Imię tego ostatniego może świadczyć o bliskich stosunkach między Przemysłem II a Ubelinem. Miał również syna Mikołaja, piastującego przed 28 października 1296 urząd sołtysa Słupcy.